# Verkehrsgemeinschaft Dithmarschenbus
Die Verkehrsgemeinschaft Dithmarschenbus war der regionale Verkehrsverbund für den Kreis Dithmarschen. Es bestand ein Gemeinschaftstarif, der ausschließlich für den Busverkehr gültig war. Dieser wurde abgelöst durch den verkehrsträgerübergreifenden Tarifverbund nah.sh der Landesweiten Verkehrsservicegesellschaft Schleswig-Holstein (LVS) (heute: Nahverkehrsverbund Schleswig-Holstein).
Der Name Dithmarschenbus wird heute als Marke vom Busverkehrsunternehmen DB Regio Bus Nord weiterhin verwendet.

## Beteiligte Verkehrsunternehmen
Folgende Verkehrsunternehmen gehörten zum Dithmarschenbus:
- Autokraft GmbH
- Heider Stadtverkehr GmbH

## Weblink
- Website DB Regio Bus Nord GmbH (Nachfolgeunternehmen und Markeninhaber)